# Los Barrios
Pour les articles homonymes, voir Barrios.
Los Barrios est une commune espagnole de la communauté autonome d’Andalousie, située dans la province de Cadix.

## Géographie

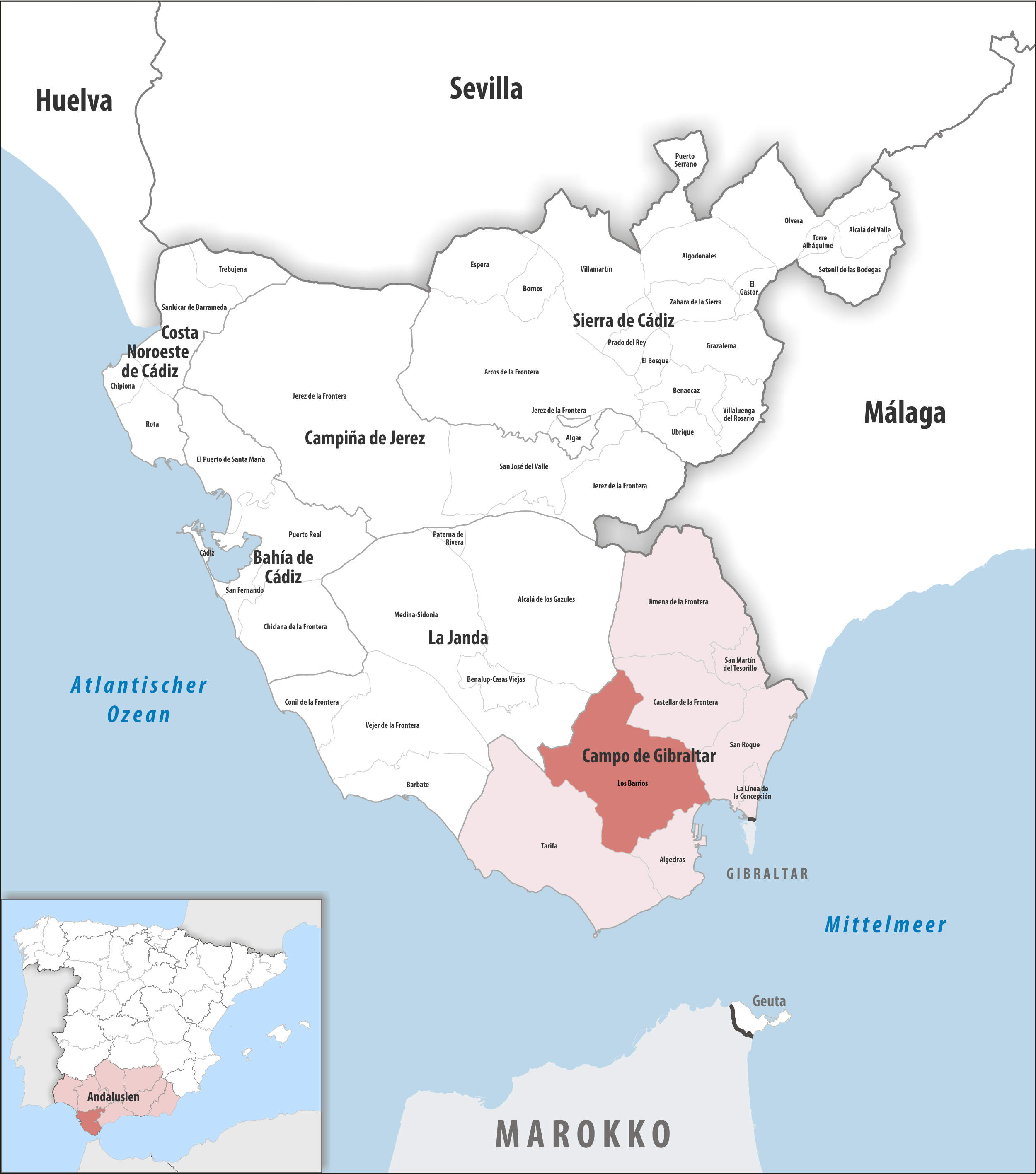
Los Barrios dans la province de Cadix / en Andalousie

### Localisation
La commune de Los Barrios se situe à l'extrémité sud-est de la province de Cadix, dans la comarque du Campo de Gibraltar, au nord de la baie et de la ville d'Algésiras. Son territoire occupe une superficie de 331,33 km2 et son altitude moyenne est de 22 m.
Algésiras est à 8 km au sud-est ;
Gibraltar à 26 km à l'est ;
Cadix à 96 km au nord-ouest.
La municipalité inclut la ville de Los Barrios, centre urbain relativement important, et plusieurs autres localités installées près de la côte méfiterranéenne : Los Cortijillos (es), Guadacorte (es), Puente Romano et le village de pêcheurs de Palmones (es),.

### Sites naturels
Plus des deux tiers de la municipalité, à l'ouest, font partie du parc naturel Los Alcornocales (es) - et incluent aussi le réservoir du Charco Redondo (es).
Les marais du Palmones (es) sont une aire protégée partagée entre Algésiras et Los Barrios.

### Hydrographie
La ville est entre deux cours d'eau : le fleuve côtier Palmones (es) côté sud, et son petit affluent le Guadacorte (es) au nord.
Le Guadarranque (es) marque la limite à l'ouest avec San Roque.

## Histoire

### Préhistoire
Bacinete
Bacinete, dans la Sierra del Niño à moins de 1 km au nord de la route CA-221,, comprend plusieurs grottes ou abris ornés de peintures rupestres préhistoriques - Breuil et Burkitt (en) décrivent les peintures de sept grottes ou abris en 1929. 

« Bacinete I » est un simple paroi rocheuse avec une figure peinte partiellement endommagée déjà en 1929.

« Bacinete II » est un abri sous roche autrefois couvert de figures peintes largement endommagées par les éléments naturels en 1929 : figure pectiforme, double ligne de points, trois points dans un rectangle, deux barres soigneusement placées dans un trou du mur, et une figure humaine. 

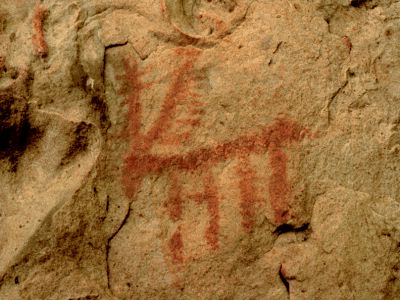
, peinture rupestre d'un cerf.

« Bacinete III » est un petit abri sous roche avec deux séries de points rouges partiellement écaillés, un symbole d'humain se terminant dans sa partie basse par une forme de trident, et des portions d'une autre figure. 

« Bacinete IV », un abri sous roche qui a peut-être été habité et contient les vestiges d'un ancien mur de pierres sèches, ne porte que des groupes irréguliers de points. 

« Bacinete V » est un passage étroit et sombre dans un bloc rocheux ; une douzaine de figures diverses y sont bien préservées. 

« Bacinete VI » est un abri sous roche portant deux doubles rangées de points horizontales et une petite rangée simple de points ; au plafond, plusieurs groupes irréguliers de points voisinent avec un symbole humain. 

Le grand abri de Bacinete, le plus large du groupe, est celui communément appelé grotte de Bacinete (es). Avec la grotte de Las Figuras, il porte les peintures les plus importantes du district. Son sol forme une terrasse d'environ 2 m de hauteur ; il fait environ 8 m de large pour 4 m de profondeur ; sa hauteur maximale à l’entrée est de 3 ou 4 m. Il contient 65 dessins dont 41 figures humaines, 16 animaux et le reste sont de simples signes. Elles sont toutes soit en rouge intense, soit en rouge plus pâle, soit en rouge jaunâtre. Elles sont toutes peintes sur la partie accessible du plafond (là où il s'abaisse pour rejoindre le sol) sauf quelques-unes hors d'atteinte sur la droite. Les animaux sont aussi bien peints que les meilleurs de ceux à Las Figuras. Il y a cinq cerfs (l'un d'eux est peut-être un daim) ; six biches ; deux carnivores à longue queue dont l'un au museau pointu et l'autre au museau carré ; un animal qui est peut-être un bovin ; et deux animaux indéfinis. La plupart de ces figures sont dans la partie gauche de l'abri, ainsi que les deux figures humaines les mieux peintes. Les figures les plus remarquables sont une série d'hommes armées de haches, dessinées de façon très réaliste.
Les grottes de Bacinete ont été citées comme « l'un des sites ornés les plus emblématiques du sud de la péninsule ibérique » ("one of the most emblematic decorated sites in the south of the Iberian Peninsula"). Comme pour de nombreuses autres sites ornés, ces abris et grottes ont démontré la place importante de l'archéoacoustique en lien avec les peintures. 

Les peintures ont subi des dommages importants par vandalisme en 2019.
Autres grottes ou abris ornés
Breuil et Burkitt citent de nombreux autres abris ornés dans les environs de Los Barrios, presque tous en rive droite (côté ouest) du fleuve Palmones sauf deux lieux qui sont en rive gauche.
- Rive gauche du Palmones

Le petit abri de la Carrahola à 5,5 km nord-nord-ouest de Los Barrios a, au fond de l'abri côté gauche, des dessins qui semblent avoir été réalisés à deux périodes différentes.
La grotte du Pajarraco (grotte du vautour) en rive gauche de l'arroyo de las Tunas : cette cavité, très étroite et trop basse de plafond pour s'y tenir debout, porte un groupe de figures que Breuil et Burkitt identifient comme une scène de chasse
Pour Breuil et Burkitt, les peintures d'animaux de la Carrahola, Las Figuras, et du grand abri de Bacinete se démarquent pour leur intérêt pictural.
- Rive droite du Palmones

La grotte de los Alisos (grotte des aulnes), à environ 5 km de Los Barrios dans la vallée du Tiradero, a environ 4 m de largeur pour 3 m de profondeur et 2,5 m de hauteur. Elle porte des dessins d'animaux variés, des figures humaines symbolisées et des signes également variés.
Le Peñón de la Cueva (le rocher de la grotte) est à peu près en face de los Alisos, sur l'autre versant de la vallée du Tiradero. Il a environ 30 signes peints. La couleur plus accentuées de certains d'entre eux indique leur postériorité par rapport aux autres dessins plus pâles. Il n'y a pas de représentations d'animaux mais seulement des signes divers et des représentations humaines symbolisées.
La grotte de los Pilones ne doit pas être confondue avec son homonyme, à environ 25 km au nord-ouest sur la municipalité de Benalup-Casas Viejas. La grotte de los Pilones sur Los Barrios ne contient pas de peintures : celles-ci sont à  l'extérieur, à droite de l'entrée, avec un panneau d'une douzaine de figures abstraites.

### Époque moderne
La ville trouve son origine avec l'installation de populations dans des hameaux de la région, chassées de Gibraltar en 1704 lors de la prise du rocher par les Britanniques. Les réfugiés sont ensuite regroupés près de la ferme de Tinoco, autour de ce qui est aujourd'hui la place Saint-Isidore. Elle connaît sa période la plus faste dans la seconde moitié du XVIIIe siècle, sous le règne de Charles III.
Elle connaît un fort développement dans la seconde moitié du XXe siècle avec l'installation d'industries suivies de zones commerciales.

## Politique et administration

### Administration territoriale et judiciaire
Au point de vue administratif, la commune fait partie de la comarque du Campo de Gibraltar et du district judiciaire d'Algésiras.

### Administration municipale
La commune est dirigée par un conseil municipal de vingt-et-un membres élus pour quatre ans. Lors des élections du 26 mai 2019, la liste Los Barrios 100x100 remporte une majorité relative avec huit sièges. Le 15 juin suivant, Miguel Alconchel est élu maire avec dix voix.
| Période                                  | Période  | Identité         | Étiquette           | Qualité |
| ---------------------------------------- | -------- | ---------------- | ------------------- | ------- |
| Les données manquantes sont à compléter. |          |                  |                     |         |
| 2011                                     | 2019     | Jorge Romero     | PA                  |         |
| 2019                                     | En cours | Miguel Alconchel | Los Barrios 100x100 |         |

## Économie

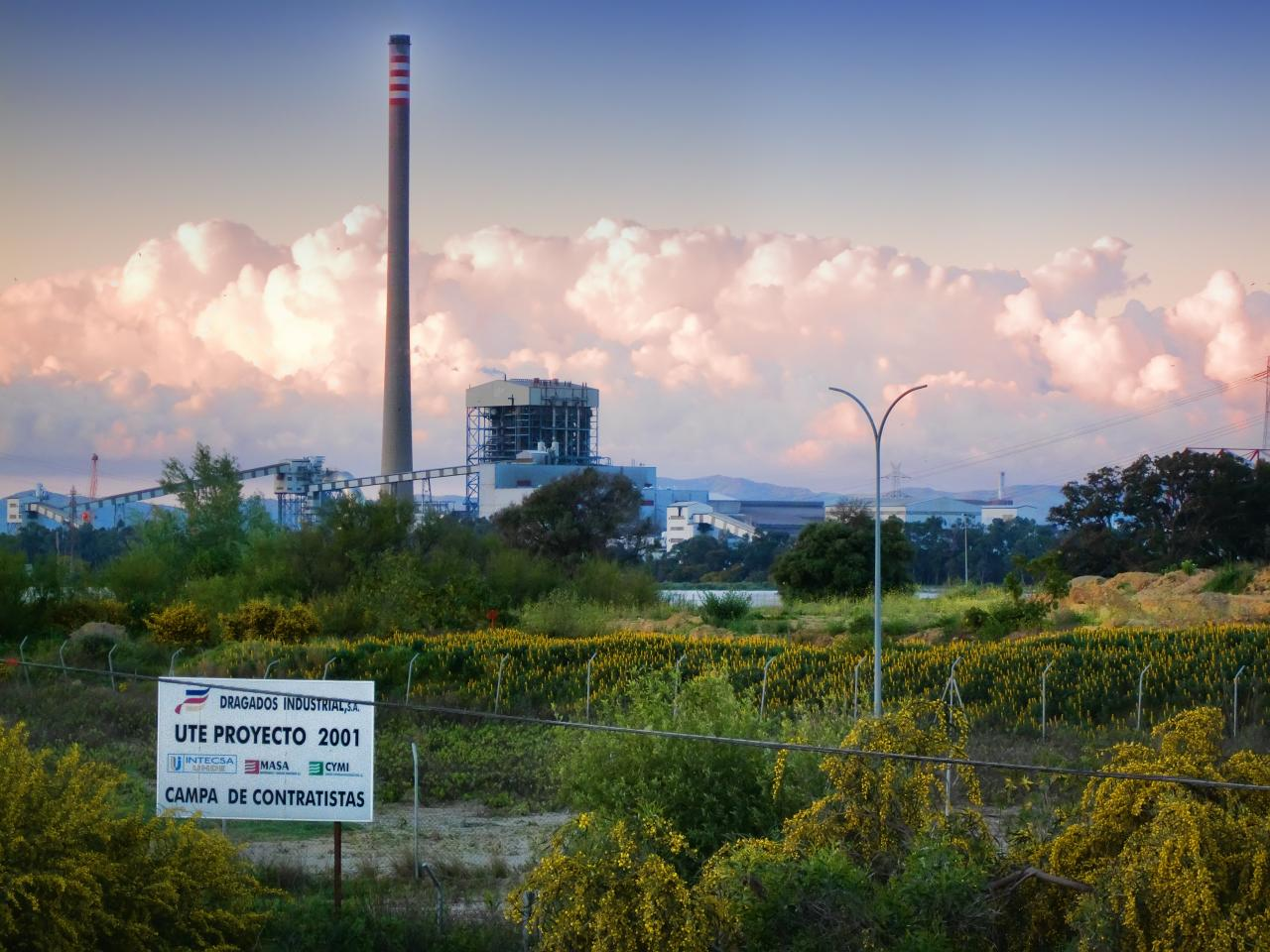
La centrale thermique de Los Barrios.

La commune abrite l'une des principales usines de l'entreprise sidérurgique Acerinox, ainsi qu'une centrale électrique thermique fonctionnant au charbon qui appartient à Viesgo.
La zone commerciale Las Marismas regroupent de nombreuses enseignes comme Carrefour, Leroy Merlin, Decathlon, Toys “R” Us, Media Markt et Lidl, ainsi qu'un multiplexe de 18 salles.

## Équipements et transports

### Transports
La commune possède une gare ferroviaire de la Renfe située sur la ligne entre Grenade, Ronda et Algésiras.
Elle est desservie par six lignes d'autobus du Consortium de transport métropolitain du Campo de Gibraltar (es), ainsi que par des autobus interurbains à destination de Jerez de la Frontera et Séville.

## Culture et patrimoine

### Sites et monuments

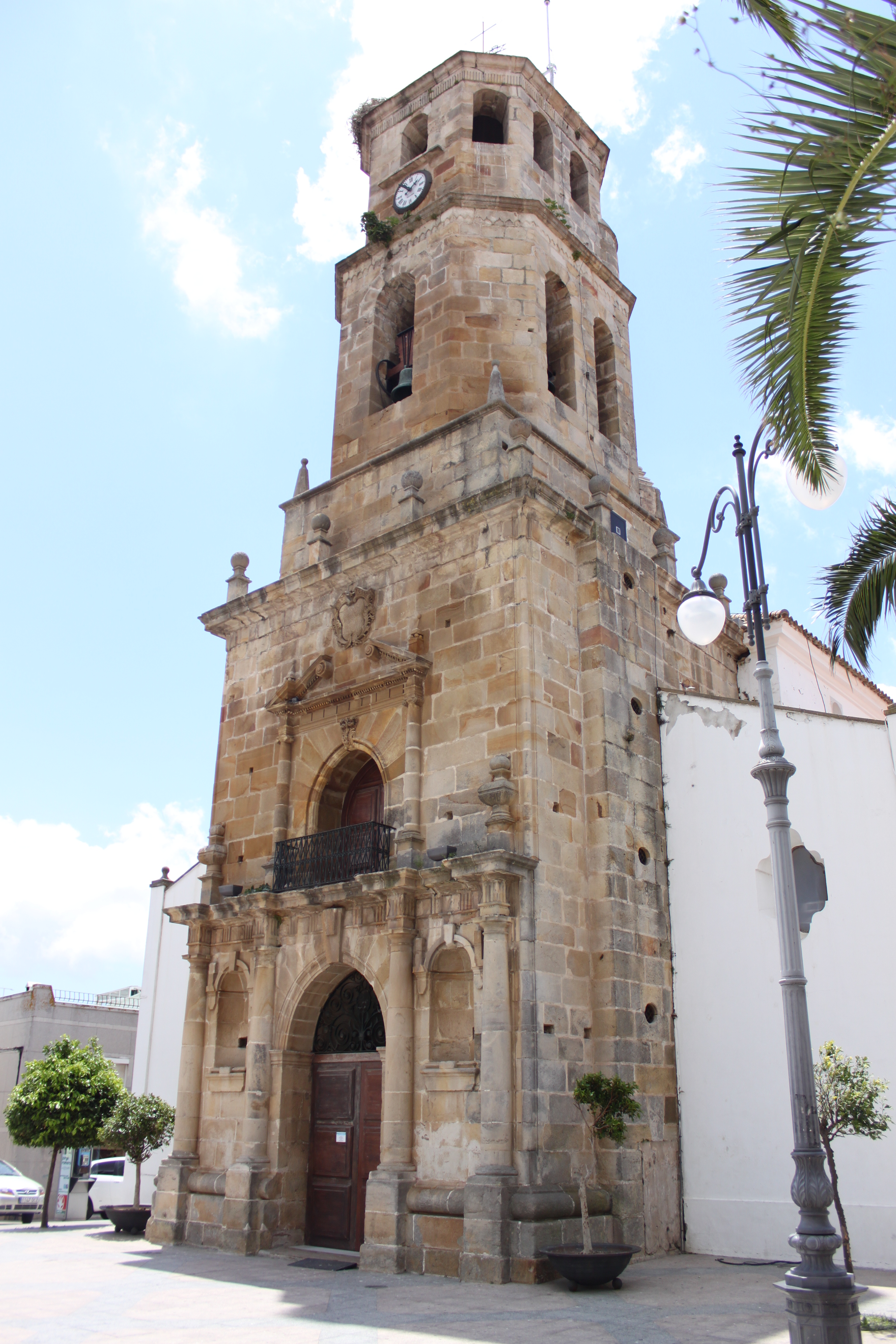
L'église Saint-Isidore.

- Les tours de Botafuegos (construite avant le XIVe siècle) et d'Entrerríos (peut-être du XVIe siècle) étaient destinées à allumer des feux pour communiquer. Elles font partie du patrimoine historique espagnol et sont classées comme bien d'intérêt culturel.
- L'église Saint-Isidore est un édifice de style baroque achevé en 1765 qui possède un clocher-porche en pierre, appartenant également au patrimoine historique espagnol et classée comme bien d'intérêt culturel[24].
- Le Pósito est un ancien entrepôt de céréales datant du XVIIIe siècle.
- Les Torres de Hercules hautes de 100 m, achevées en 2009 à la fin du boom immobilier espagnol, plus hauts édifices de la ville.